# José María Velasco Álvarez
José María Velasco Álvarez (Moreda, España, 15 de mayo de 1909-17 de diciembre de 1998), más conocido como Chuché, fue un jugador y posteriormente presidente del Real Oviedo.

## Jugador
Formó parte de la primera plantilla del Real Oviedo tras su fundación en la temporada 1926-27. Ese año el entrenador Fred Pentland le dio la oportunidad de jugar como extremo derecha.
Llegó a estar seleccionado para el equipo nacional, pero no llegó a debutar. Su carrera se truncó muy pronto, a los 20 años, al sufrir una grave lesión de menisco.

## Presidente
Fue presidente del club en tres ocasiones diferentes. La primera desde mayo de 1961, primero como presidente de una junta gestora y luego ya como presidente efectivo, hasta diciembre de 1964, la segunda desde julio de 1965 hasta febrero de 1967 y la tercera desde julio de 1972 hasta julio de 1977.
Durante su último mandato, fichó a Vicente Miera, que consiguió el primero de los dos ascensos que ha logrado con el Real Oviedo.
Es el único jugador del Real Oviedo que ha llegado a ser presidente del club.